# 流氷

概略図。Drift iceと示された範囲にある氷が流氷

流氷（りゅうひょう、英: drift-ice、driftice）とは、海に浮かび漂流している氷のことである。海で見られる氷（海氷）は、その運動形態から、海を漂っている「流氷」と、岸にへばりついている「定着氷」とに分けられ、定着氷は流氷には含まれない。組成に注目すると、いずれも海氷が凍ってできた氷である。ただし、一般用語の「流氷」は、河川から流下した氷も、氷山や氷河が崩れた氷も、海を漂う全ての氷の意として広義に用いられる（世界気象機構海氷用語集の「浮氷」に相当する）。また、海面上の氷に限らず、より広く河川や淡水湖の氷が水面に漂っているものも含めて流氷と呼ぶこともある。北極海や南氷洋（南極海）などのほか、日本近海ではオホーツク海で見られる。
北風によって海岸に打ち上げられた流氷が重なり合って、小さな丘のような形を作ることがある。これを氷丘（ひょうきゅう）と言い、氷丘が水辺にあたかも山脈のごとく、高さ数メートル、長さは長いときには1キロメートル以上にもわたって造り出されたものを流氷山脈という。

## オホーツク海の流氷

### 自然
日本では北海道の北東に位置するオホーツク海の流氷が有名である。北海道立オホーツク流氷科学センター（紋別市）によると、オホーツク海北岸付近で寒風により海水が凍っては流されを繰り返し、東樺太海流に乗って北海道へ南下してくる。オホーツク海は北半球における流氷の南限である。
北海道沿岸から流氷が確認できたそのシーズンの最初の日を「流氷初日」という。日本での流氷初日は、平年では北海道のオホーツク海沿岸で1月中旬から下旬頃であり、その後1月下旬から2月上旬頃にかけて接岸する。接岸した初日を「流氷接岸初日」という。その前に、海上自衛隊八戸航空基地（青森県）に所属する哨戒機が空中から流氷を発見・観測し、報道されるのが1960年から恒例となっている。
風向きによって流氷はさらに南下を続け、太平洋側に位置する釧路市周辺に接岸することもある。春が近づき、沿岸から見渡せる海域に占める流氷の割合が5割以下となり、かつ船舶の航行が可能になると「海明け」が宣言される。また、沿岸から最後に流氷が見られた日を「流氷終日」という。
オホーツク海のアザラシの中には天敵の少ない流氷の上で子育てをするものもいる。オジロワシなどの鳥類、キタキツネなども流氷に乗ってシベリアから北海道東部までやってくる。
流氷には植物プランクトンが付着している。春になると植物プランクトンは一気に増殖し、これを餌に動物性プランクトンも増えオホーツク海の漁場を豊かにする。なお、流氷の下にはハダカカメガイ （クリオネ）などのプランクトンを捕食する生物も多い。
道東の流氷は観光資源であると同時に、接岸している冬季に巨大地震などによる津波が押し寄せると建物などにぶつかって被害を増大させるおそれがあり、十勝沖地震（1952年）で実例がある。

### 観光
日本人にとってオホーツク海といえば北の最果ての地という印象が強い。しかし、例えば網走市の位置する北緯44度にはモナコやコートダジュールなどの地中海沿岸の温暖な保養地が位置するように、オホーツク海沿岸などの北海道周辺の海域は、世界で最も低緯度の流氷が見られる場所である。
流氷は、日本のオホーツク海沿岸の観光資源ともなっている。北海道網走市の流氷観光砕氷船 （道東観光開発の「おーろら」）、北海道紋別市の流氷砕氷船「ガリンコ号II」が観光資源としての活用で知られる。運航は主に流氷の来る1月半ばから3月末日までで、天候により流氷が沿岸にいないときには、港内運航とするか、流氷のいる沖合まで足を延ばすなどしている。網走のおーろらは491トン、定員450名、おーろら2は489トン、定員450名で、流氷観光を目的とするパッケージツアー客を中心に観光時期はにぎわう。紋別のガリンコ号は、2007年時点では「ガリンコ号II」が就航しており、網走よりも小ぶりながら、人気を博している。
JR北海道の釧網本線では、流氷を眺める列車として、網走 - 知床斜里間に、流氷ノロッコ号というトロッコ列車を運行していた。この列車は、釧網本線のオホーツク沿岸の区間で列車からゆっくり流氷を眺め、酷寒体験も行えるというもの。かつては吹きさらしの展望車両を設置していた。2017年からは後継列車として流氷物語号が運行されており、オホーツク海を望む展望台がある北浜駅 (北海道)と、道の駅が併設された浜小清水駅で長時間停車するために降車して観光を楽しめる。
アクティビティでは、北海道斜里町をはじめとしたオホーツク海沿岸で、民間会社等により流氷の上を歩いたり、ドライスーツを着て流氷の海に浮かんでみたりするツアーが企画されている。
また流氷の下の海中に潜るスクーバダイビングも実施されている。

## 五大湖の流氷
北米大陸の五大湖と大西洋を結ぶセントローレンス川も流氷が流れ着くことで知られている。カナダのケベック市で毎年冬に開催されるアイスカヌーレース（Ice Canoe Race）は、カヌーで流氷をかき分けて対岸を目指すレースで冬の風物詩となっている。

## 楽曲
- 流氷の手紙（歌: 城之内早苗、作詞: 秋元康、作曲: 後藤次利）
- 流氷の街（歌: 渡哲也、作詞・作曲: 小椋佳）
- 流氷（歌: 石川さゆり、作詞: 阿久悠、作曲: 中村泰士）
- 荒涼（歌: ハイファイセット、作詞・作曲: 松任谷由実）
- 流氷（歌: 秋庭豊とアローナイツ、作詞: 松岡はじめ、作曲: 聖川湧）

## ギャラリー

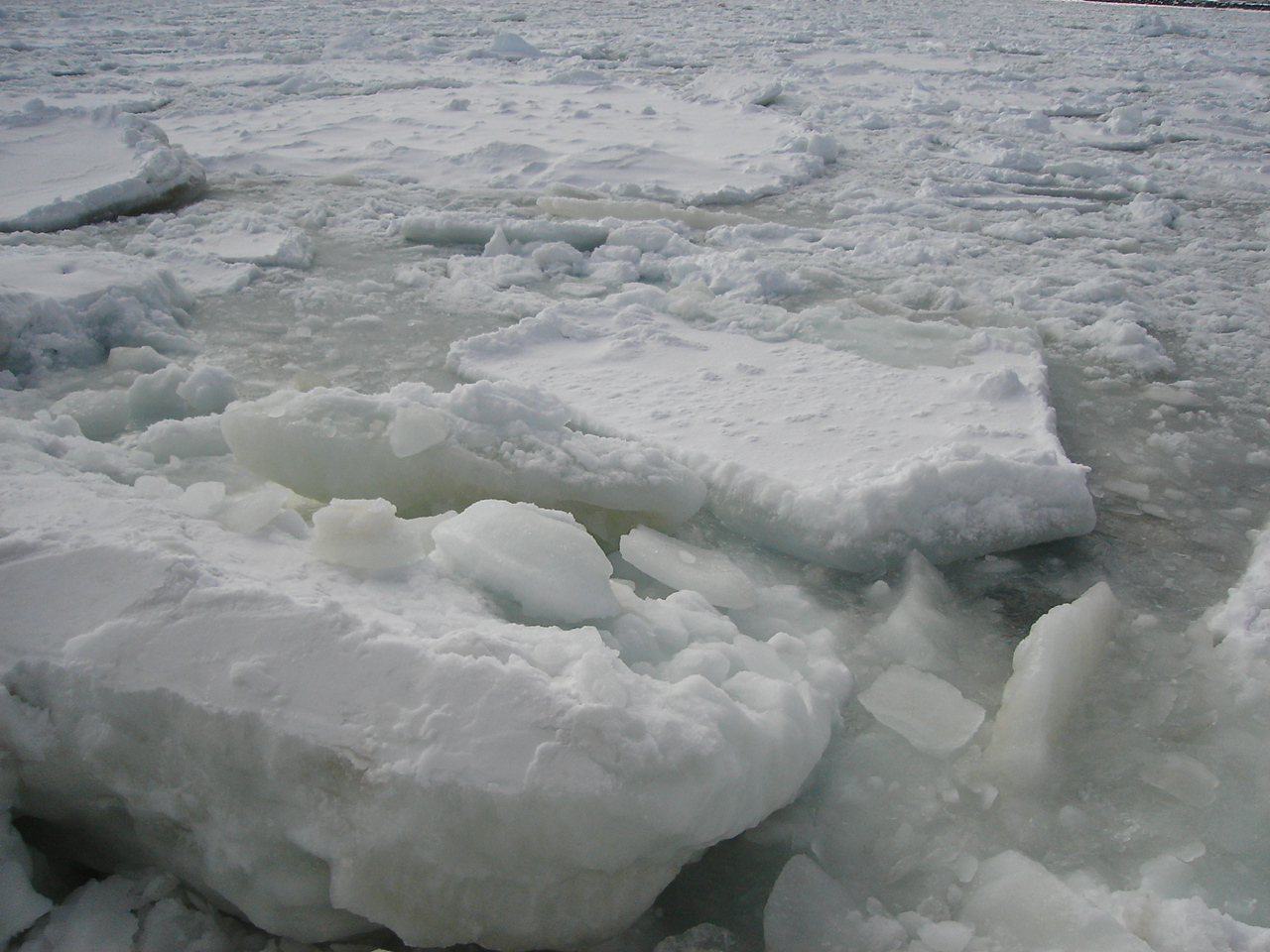
網走沖の流氷 (1)
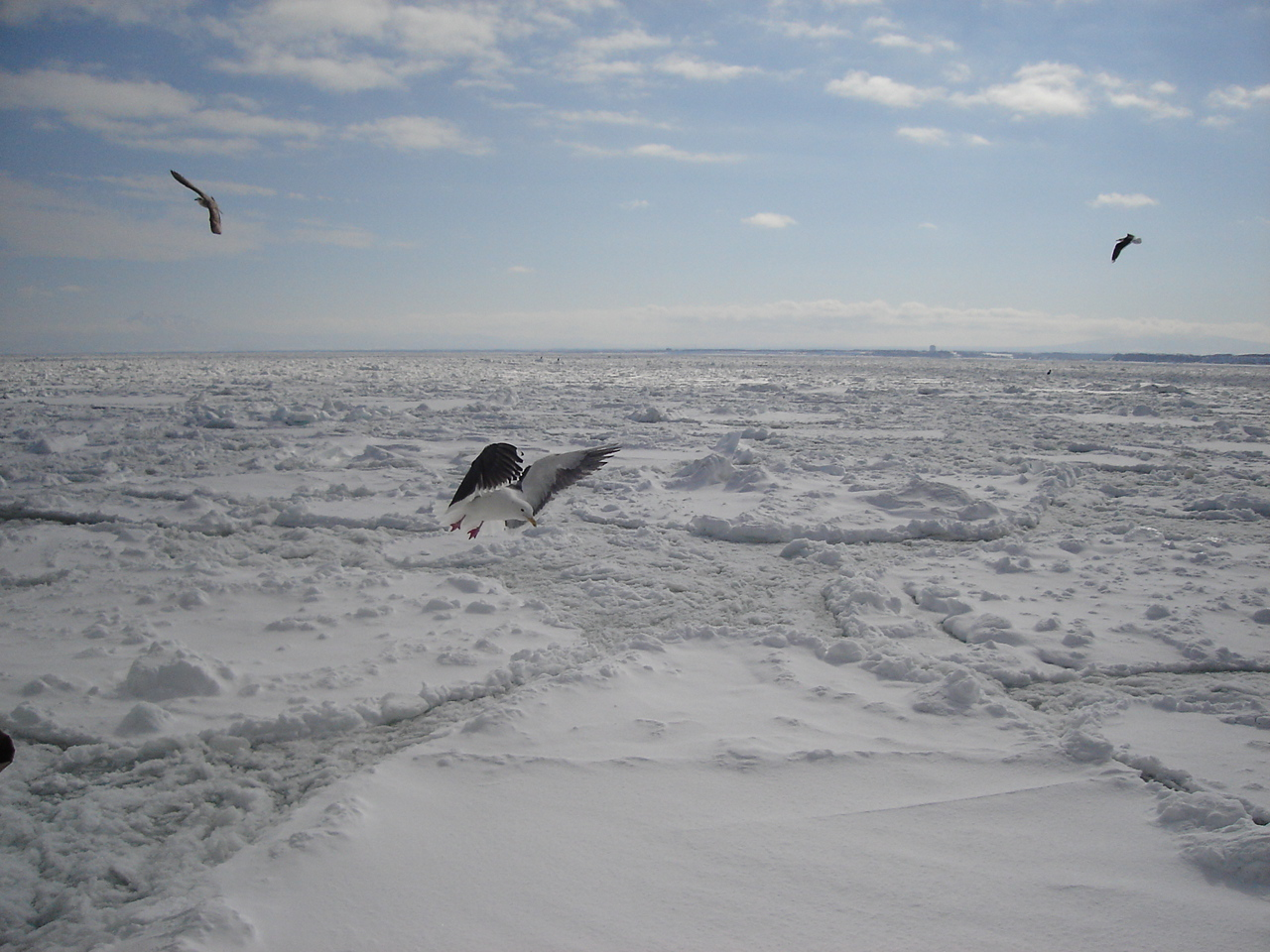
網走沖の流氷 (2)
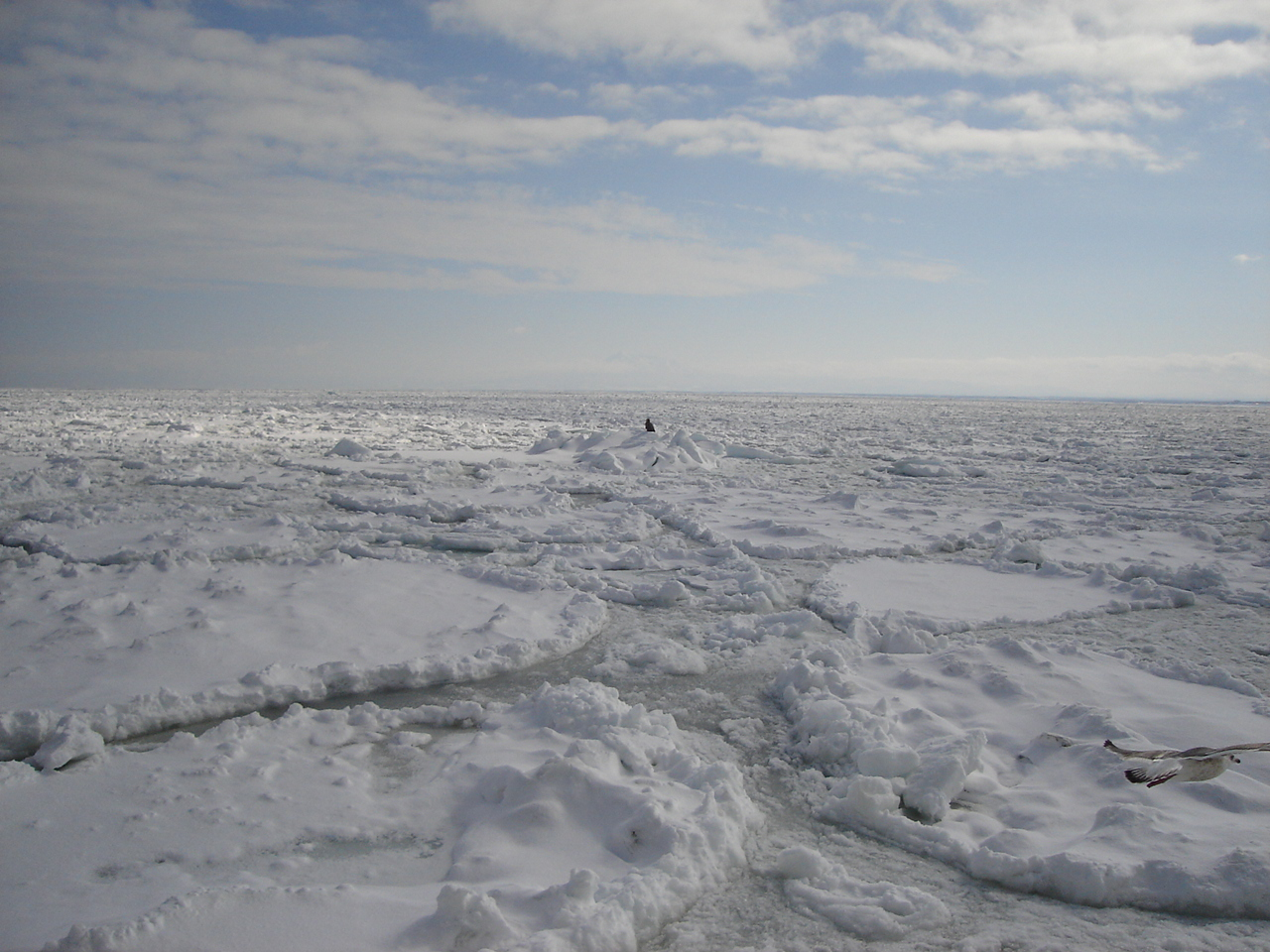
網走沖の流氷 (3)
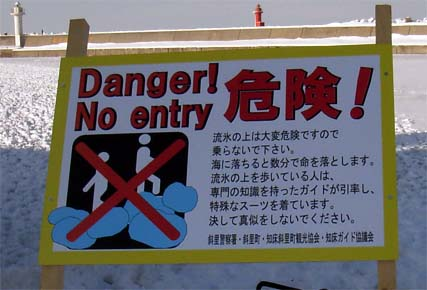
警告の看板
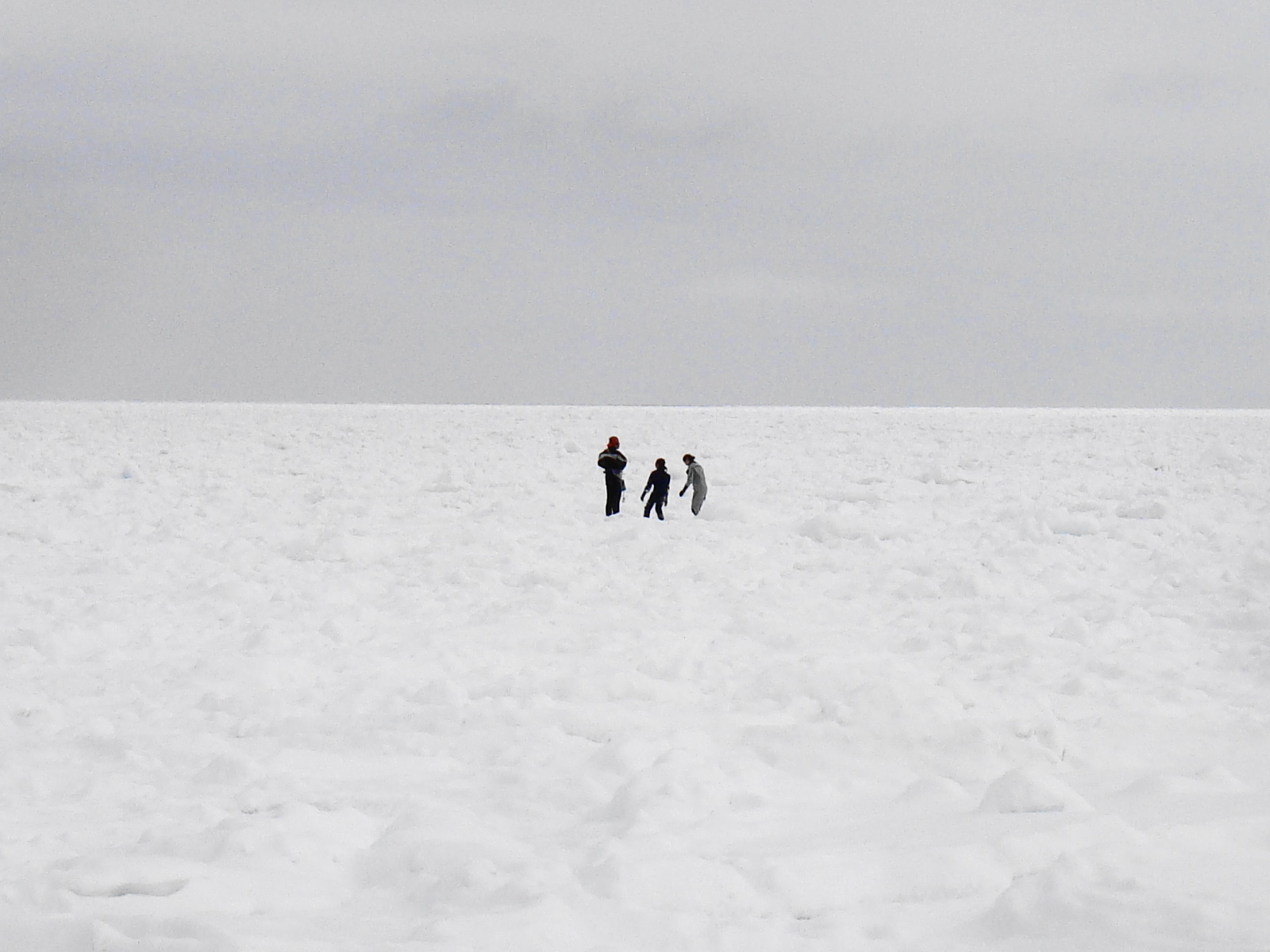
流氷ウォーキング中の人。ドライスーツを着用し、インストラクターが付いている。